# Сиганер-Альбенис, Сесилия
Сесилия Мария Сара Исабель Сиганер, впоследствии Сиганер-Альбенис, фр. Cecilia María Sara Isabel Ciganer-Albéniz, в первом браке Мартен, фр. Martin, во втором Саркози, фр. Sarkozy, в третьем Аттиас, фр. Attias, (родилась 12 ноября 1957, Булонь-Бийанкур) — французская модель. С мая по октябрь 2007 первая леди Французской республики, вторая жена президента республики Николя Саркози, состояла в браке с ним с 1996 по 2007 год.

## Семья
Родители Сесилии Сиганер поженились через 10 дней после знакомства. Отец — из Бессарабии Арон Цыганер, родился в еврейской семье в Бельцах, после эмиграции во Францию стал меховщиком. Мать Сесилии (на 21 год моложе своего мужа) — Тересита «Диана» Альбенис де Сверт, дед по матери — испанский дипломат и представитель ООН во Франции (в молодости футболист мадридского «Реала») Альфонсо Альбенис Хордана, прадед — испанский композитор Исаак Альбенис-и-Паскуаль. Бабка по матери нидерландского происхождения.
У Сесилии три старших брата: Патрик работает в НАСА, Кристиан является финансовым консультантом, Иван-Антуан занимается коммерческими связями Франции с Перу. Патрик носит, как и отец, только фамилию Сиганер, а Кристиан, Иван-Антуан и Сесилия — двойную Сиганер-Альбенис, с 1979 года.

## Ранние годы
В детстве Сесилия страдала от болезни сердца, замедляющей её рост. В возрасте 13 лет она прошла операцию на открытом сердце и затем достигла достаточно высокого для женщины роста (178 см). Сесилия выше Николя Саркози на 12 см.
Занималась игрой на фортепиано, получив первый приз в Парижской консерватории. Училась в религиозной школе «Любекских сестёр», после 13 лет обучения получила бакалавриат. Затем изучала право в Университете Париж II, а затем стала помощником сенатора Рене Тузе, друга одного из своих братьев.

## Браки и дети
10 августа 1984 года Сесилия, будучи беременной на последнем месяце (за 12 дней до родов старшей дочери Жюдит), вышла замуж за телеведущего Жака Мартена, который старше её на 24 года. Церемонией руководил мэр города Нейи-сюр-Сен Николя Саркози. От брака с Мартеном у неё две дочери, Жюдит и Жанна-Мари (родилась 8 июня 1987).
Во время церемонии мэр Саркози (который в то время был женат) влюбился в невесту и последующие четыре года за ней ухаживал. В 1988 году она ушла от Мартена к Саркози, добилась развода в 1989, но развода самого Саркози пришлось ждать до 1996 года, после чего они немедленно поженились, 23 октября, в той же мэрии; во время заключения второго своего брака Сесилия тоже ждала ребёнка. 28 апреля 1997 родился сын Николя и Сесилии, получивший имя Луи.
В 2005 году, когда Саркози был министром внутренних дел, у Сесилии был большой скандал из-за романа с журналистом Ришаром Аттиасом (впоследствии третьим её мужем); после измены жены министр и сам завёл себе любовницу, развод считался решённым делом, но в следующем году Сесилия и Николя, по крайней мере внешне, примирились.

В 2005 году Сесилия участвует в организации съезда «Союза за народное движение» в Бурже, на котором Саркози должен стать лидером партии. Именно здесь начинается сюжет, который в течение двух лет будет держать в напряжении всю Францию (да и не только её), — Сесилия знакомится с Ришаром Аттиасом. Он пиарщик агентства Publicis, точнее, эвентмейкер. Именно он был бессменным организатором Давосского форума. Марокканский еврей, постоянно проживающий в Швейцарии, он по духу гражданин мира. Скромен, компетентен, приятен и внимателен. Аттиас на несколько лет её моложе, обладает очень широким кругом знакомств, ходит без галстука, дарит ей цветы. Это такой контраст с «перегретым» Саркози, который целиком и полностью занят партийными делами. К тому же, Сесилия чувствует себя в партийной среде гораздо скованнее, чем в министерской. Политический мир кажется ей более жестким и душным, да и относятся к ней значительно хуже — там своя иерархия.
Аттиас красиво ухаживает, она едет к нему в Нью-Йорк. Саркози нервничает. Даже её недоброжелатели признают, что «с ней он был как-то поспокойнее». Сесилия часто отсутствует, назревает разрыв — Саркози, однако, тоже не простаивает. Все знают, что у него новая подруга — политический обозреватель газеты «Фигаро» Анн Фюльда. Они все время вместе. Едут в Венецию, ходят по магазинам. Он знакомит её со своими друзьями, с Мартеном Буигом и его женой Мелиссой, которая восклицает: «Я рада за Николя! Очаровательная женщина!», и добавляет: «Это вам не вечно мрачная Сесилия». Но у Сесилии всюду свои люди, ей тут же все пересказывают. Когда Сесилия вернется, она припомнит это Мелиссе: на ужин в Fouquet’s после победы Саркози на президентских выборах Буиг будет приглашен один — без жены.
Сесилия никак не может ни на что решиться. То они покупают с Аттиасом квартиру, то она летит в Париж к сыну. Такая ситуация продлится несколько месяцев. Не за горами президентские выборы. Саркози заказывает социологическое исследование — хочет выяснить, не повлияет ли его нынешний статус одинокого мужчины на мнение избирателей. Выясняется, что не должен повлиять.
Сесилия появляется все реже и реже. По слухам, Аттиас готов на ней жениться. Поговаривают о разводе. Готовится к печати книга о Сесилии, где в последней главе она «выбирает свободу» и окончательно уходит от мужа. Сесилия согласна с публикацией, она ознакомлена с текстом, но в последний момент вдруг устраивает скандал, говорит, что она ещё ничего не решила. Саркози вызывает издателя к себе в кабинет — книга в этом варианте так и не увидела свет.
Новый, 2006 год Саркози встречает с Анн Фюльда на острове Маврикий. Но 2 января — внезапный поворот. Сесилия с детьми возвращается из Нью-Йорка, он едет их встречать. Она возвращается потому, что она «нужна Николя». Все эти перипетии широко освещаются в прессе. Саркози публично объясняется жене в любви.
Сесилия помогает мужу готовиться к президентским выборам. Теперь Саркози в министерстве экономики. Она опять его советник и помощница, но её совсем не видно. С Аттиасом вроде бы все кончено, и у него тут же случился роман с достаточно известной французской актрисой Матильдой Май.

## Политическая роль
По некоторым данным, в период министерства Саркози Сесилия имела кабинет в министерстве и одно время считалась его техническим советником.
Спорадически появлялась на публике с мужем во время избирательной кампании 2007, голосовала в первом туре вместе с ним, но на втором не появилась (есть данные, что не голосовала и вообще).

## Первая леди на пять месяцев
16 мая присутствовала с детьми на инаугурации мужа, став первой леди Франции и сменив Бернадетт Ширак. Подвергалась критике прессы и левых политиков за использование кредитной карточки Елисейского дворца, после чего сдала её.
В июле 2007 года Сесилия Саркози посетила Ливию и активно участвовала в переговорах с Муаммаром Каддафи, после которых были освобождены болгарские медсёстры, обвинявшиеся в заражении ливийских детей СПИДом, приговорённые к смертной казни. На президентском самолёте Французской республики медсёстры были доставлены в Болгарию, после чего государственный визит в Ливию начал и муж Сесилии. Вмешательство супругов Саркози в это дело вызвало критику как во Франции, так и в других странах ЕС.
Рассматривалась вероятность того, что первая леди станет неофициальным представителем французского МИД.

## Развод и третий брак
17 октября 2007 года во французской прессе появились слухи, согласно которым Сесилия и Николя подали 15 октября в суд документы о разводе. На другой день было официально подтверждено, что развод по обоюдному согласию уже состоялся, а сын Луи останется с матерью.
После развода Сесилия продолжала поддерживать отношения с Ришаром Аттиасом и 23 марта 2008 г. вышла за него замуж в Нью-Йорке.

## Образ в кино
В биографическом фильме «Завоевание» (2011), который показывает последние годы брака Николя и Сесилии Саркози, роль жены французского президента исполнила актриса Флоранс Пернель.